# Dragan Obrenović
Dragan Obrenović (Rogatica, 12 aprile 1963) è un militare e criminale di guerra bosniaco.
Ricopriva il ruolo di comandante interinale della Brigata Zvornik della Repubblica Serba (Republika Srpska), parte quindi dell'esercito serbo-bosniaco, dall'8 agosto 1995 al 15 settembre 1995
Mantenne il grado di capo di stato maggiore di questa brigata fino al 30 aprile 1996.
Il 9 aprile 2001 Obrenović è stato accusato di crimini di guerra dal Tribunale penale internazionale per l'ex-Jugoslavia a L'Aia, nei Paesi Bassi, in connessione con il massacro di 8.100 uomini e ragazzi bosniaci avvenuto l'11 luglio del 1995, noto come Massacro di Srebrenica.
Il 10 dicembre 2003 è stato condannato a 17 anni di prigione, e il 18 giugno 2004 è stato trasferito in Norvegia per scontare la pena residua. Il suo rilascio, previsto per il 2018, è avvenuto in anticipo rispetto al fine pena, il 21 settembre 2011.